# Angelo Tuttoilmondo
Angelo Tuttoilmondo (Alessandria d'Egitto, 29 giugno 1895 – ...) è stato un giornalista e politico italiano.
Legionario fiumano col grado di tenente, iscritto ai Fasci italiani di combattimento dal 1920, è stato federale di Varese, dell'Eritrea e di Addis Abeba. Ispettore del PNF per l'Africa Orientale Italiana ha combattuto nella seconda guerra mondiale.